# Jetfins
Georges Beuchat, inovator in pionir podvodnih aktivnosti je leta 1964 kreiral prve plavuti z režo.
Jetfins plavuti so bile delane v štirih izvedbah : za boso nogo, z nastavljivim trakom, za boso nogo z nastavljivim trakom in za boso nogo v polovični dolžini.
Jetfins plavuti so postavile mejnik v potapljaški industriji, z več kot 100.000 prodanimi pari.
Beuchat ima v prodaji tudi Jetfins nastavljive plavuti, ki jih uporabljajo rekreativni potapljači. 
Ime in dizajn Jetfin je bil prodan podjetju Scubapro v 70ih letih.